# 吉伯鯛科
吉伯鯛科為輻鰭魚綱金眼鯛目的一個科。

## 分類
吉伯鯛科僅有一個屬：
- 後鰭金眼鯛屬(Gibberichthys)
  - 側額後鰭金眼鯛(Gibberichthys latifrons)
  - 小後鰭金眼鯛(Gibberichthys pumilus)：又稱喀鯛。